# Берлін-Головний
Головний вокзал Берліна (нім. Berlin Hauptbahnhof) — найбільший і найсучасніший залізничний вокзал Європи, центральний вокзал Берліна
. 
Станція управляється DB Station&Service, дочірньою компанією Deutsche Bahn AG.
Дворівневий вокзал, збудований за проектом архітектора Майнхарда фон Геркана, налічує 14 колій (разом із коліями U-Bahn і ще двома в стадії будівництва — 18 колій). Експлуатація почалася через два дні після урочистого відкриття 26 травня 2006 року. Розташований в самому центрі міста, неподалік від будівель Рейхстагу і Федеральної Канцелярії; на місці старого Лертського вокзалу, зруйнованого під час Другої світової війни й підірваного пізніше.
Класифікується Deutsche Bahn як станція I категорії.

Станцію Лертер відкрито в 1871 році як кінцева зупинка залізниці, що сполучає Берлін з Лерте, поблизу Ганновера, яка згодом стала найважливішою магістральною лінією Німеччини у напрямку схід — захід. 
В 1882 році, після завершення будівництва штадтбану (міська чотириколійна надземна залізнична лінія Берліна, що обслуговує як місцеві, так і міжміські перевезення), на північ від вокзалу була відкрита менша станція — Летер-Штадтбан для обслуговування нової лінії. 
Пізніше ця станція стала частиною Берлінського S-bahn. 
В 1884 році, після закриття сусіднього залізничного Гамбурзького вокзалу, станція Лехтер стала кінцевою зупинкою для потягів до/з Гамбурга.
Після серйозних пошкоджень під час Другої світової війни обмежене обслуговування головного вокзалу було відновлено, але потім призупинено в 1951 році. 
В 1957 році, коли залізниці до Західного Берліна перебували під контролем Східної Німеччини, Лертський вокзал було демонтовано, але Летер-Штадтбан залишився як зупинка на S-Bahn. 
В 1987 році він був капітально відремонтований на честь 750-річчя Берліна. 
Після возз'єднання Німеччини було вирішено покращити мережу залізниць Берліна шляхом будівництва нової магістралі з півночі на південь, яка доповнює штадтбан що працює схід-захід. 
Логічним місцем для нового центрального вокзалу вважався Лертський вокзал.

## Розташування
Станція розташована в районі Моабіт, у виборчому окрузі Мітте. 
На півночі розташовані Європаплац і Інваліденштрассе, а на південь — Вашингтонплац і Шпрее. 
На південь від станції розташовані Шпреебогенпарк, Відомство Федерального канцлера і Пауль-Лебе-Хаус. 
На сході розташований район Мітте і Гумбольдтафен.

## Опис
Довжина станції становить 430 м, хоча деякі платформи мають 80 м.
- Колії 1 — 8 є підземними та використовуються для регіонального та міжміського сполучення на магістралі Берлін Північ-Південь.
- Колії 9 — 10 підземні та будуть використовуватися для майбутньої лінії S-Bahn 21[de].
- Колії 11 — 14 естакадні та використовуються для регіонального та міжміського сполучення на Берлінському штадтбані.
- Колії 15 — 16 естакадні та використовуються для обслуговування швидкісних поїздів на штадтбані.
- Колії U1 і U2 відокремлені від головного вокзалу і використовуються для лінії U-Bahn U5[en].

## Оперативне використання
Верхній рівень станції має шість колій (дві з яких використовуються Берлінським S-Bahn), що обслуговуються трьома острівними платформами. 
Нижній рівень має вісім колій, які обслуговуються чотирма острівними платформами для магістральних поїздів, а також ще одна острівна платформа для берлінського метрополітену. 
Щодня станція обслуговує 1800 поїздів, а щоденний пасажирообіг оцінюється в 350 тис.
Станом на 2011 рік станція обслуговує поїзди InterCityExpress, Intercity (Deutsche Bahn), Interregioexpress, Regional-Express, RegionalBahn та S-Bahn.